# Stiftung Bahnpark Region Brugg

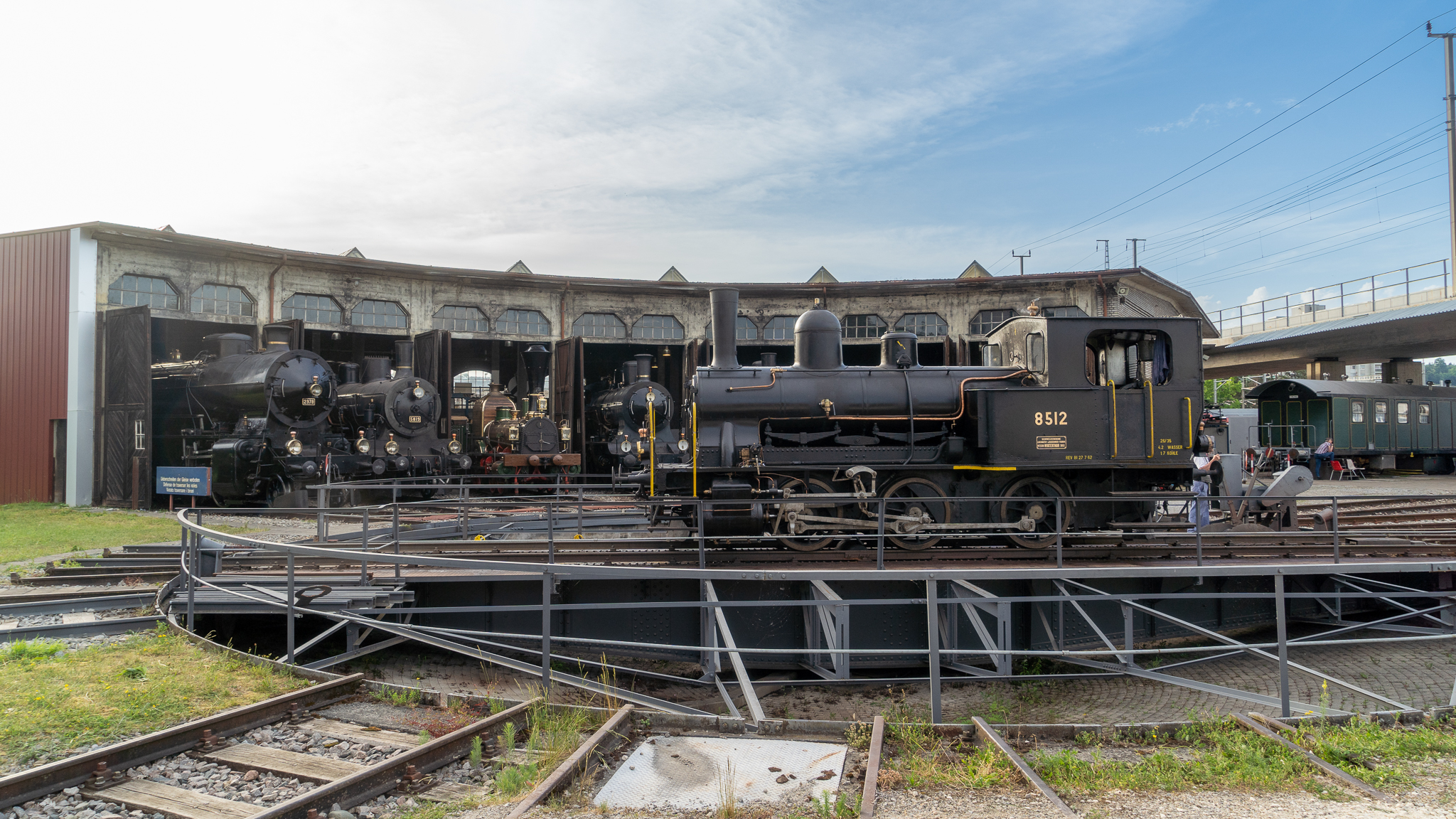
Bahnpark Brugg 2022 – Tag der offenen Tore

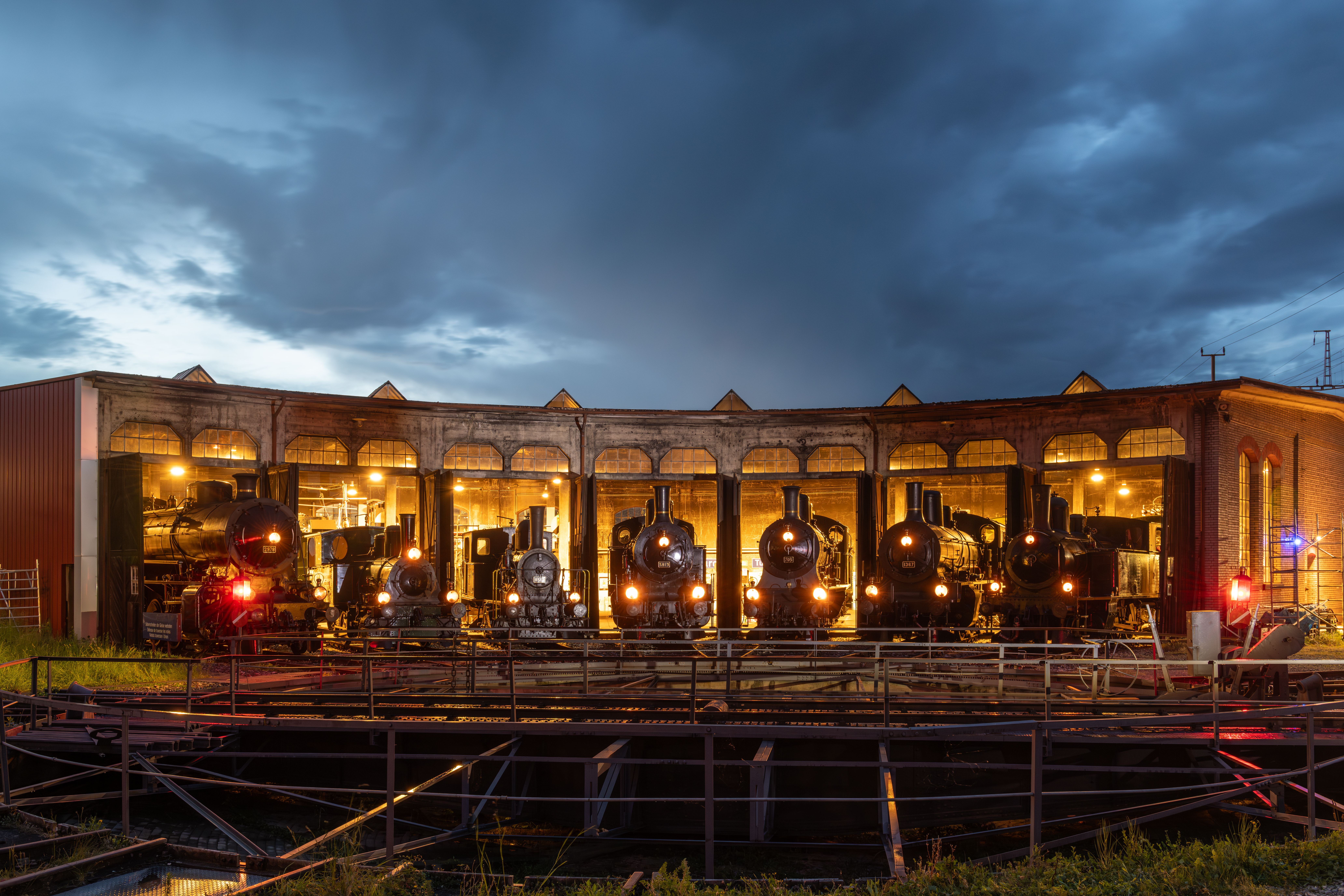
Bahnpark Brugg 2024 – Abendstimmung

Die Stiftung Bahnpark Region Brugg oder auch Bahnpark Brugg im aargauischen Brugg unterhält die Lokomotivstation im ehemaligen Depot. Die Stiftung Historisches Erbe der SBB (SBB Historic), der Verein Mikado 1244 und andere private Besitzer haben hier ihre Lokomotiven stationiert. Dadurch entstand die grösste Sammlung betriebsfähiger normalspuriger Dampflokomotiven in der Schweiz.

## Geschichte
1892 errichtete die Schweizerische Nordostbahn (NOB) beim Bahnhof Brugg einen vierständigen Langschuppen zum Unterhalt von Dampflokomotiven, der bis 1913 durch die SBB um einen siebenständigen Ringlokschuppen erweitert wurde. Bereits 1928 wurde die Remise mit der Elektrifizierung der hier zusammentreffenden Eisenbahnstrecken als Lokomotivstandort wieder aufgehoben.

## Entstehung
Die Stiftung Bahnpark Region Brugg wurde am 18. April 2006 in Brugg mit dem Ziel ins Leben gerufen, die Depotanlage des Bahnhofs Brugg zu erhalten und interessierten Kreisen zur Verfügung zu stellen. Die Gründer der Stiftung setzen sich zusammen aus interessierten Personen aus Brugg und Umgebung, Industriebetrieben, den SBB und verschiedenen Vereinen. Das Betriebskonzept orientierte sich am Museum im Bahnpark Augsburg.

## Standort
Der Bahnpark befindet sich an der Unterwerkstrasse südwestlich des Bahnhofs Brugg neben dem Gleisfeld an der Strecke Brugg–Aarau und dem Viadukt der Verbindungslinie von der Bözbergstrecke zur Aargauischen Südbahn.

## Fahrtenprogramm und Veranstaltungen
Die Remise ist unabhängig von gebuchten Führungen nur an wenigen Tagen für den Publikumsverkehr offen. Neben dem Saisonauftakt sind das die «Tage der offenen Tore» und eine Veranstaltung zum Saisonschluss. Die «Tage der offenen Tore» finden jeweils an Pfingsten statt. Dabei werden viele Dampflokomotiven in aktivem Einsatz gezeigt.

## Fahrzeuge (Lokomotiven)
Der Verein «Mikado 1244» hat mit seiner Dampflok SNCF 141 R 1244 und den Fahrzeugen SBB Ae 4/7 11026, SBB Ae 6/6 11407 «Aargau»  sowie dem Bautraktor SBB Tm II 813 hier seinen ständigen Standort. SBB Historic hat den Bautraktor SBB Tm II 758, die Dampflok Limmat D1/3 «Spanisch Brötli Bahn», die SBB A 3/5 705, die SBB Eb 3/5 5819 und die SBB B 3/4 1367 vor Ort stationiert. Von anderen Vereinen, Firmen und aus Privatbesitz ist neben der betriebsfähigen ehemaligen Werklok der SLM in Winterthur (E 2/2 1, SLM 2090/1910), die NOB E 3/3 8551 (Nordostbahn 253, SLM 897/1894), die von 1935 bis 1963 bei der Reederei in Basel eingesetzt war, und die Dampflok Eb 3/5 5811 hinterstellt beziehungsweise in Aufarbeitung. Ebenfalls betriebsfähig ist die E 2/2 «Chnurrli» (Nr. 5666, Kraus&Comp) im Langhaus untergestellt. Am Tag der offenen Tore im Jahre 2016 waren ferner der SBB Tem II 279, der im Jahre 2009 an den Verein Zugkraft Mittelland (später VSSF) verkauft worden war, die in Privatbesitz befindliche SBB Ae 3/6 I 10693 und der von AEG im Jahre 1914 gebaute Rangiertraktor SBB Ta 2/2 978
ausgestellt. Am 17. Januar 2021 wurde die Dampfschneeschleuder SBB Rotary Xrot 100 von einem Aussenlager des Verkehrshauses der Schweiz in Arth-Goldau in den Bahnpark Brugg überführt.
| Fahrzeuge (Lokomotiven) - SBB A 3/5 705, Bahnhof Brugg, 17. Juni 2012 - SBB Eb 3/5 5819, Bahnpark Brugg, 11. September 2016 - SBB B 3/4 1367, Bahnpark Brugg, 31. Mai 2015 - SNB D 1/3 1 «Limmat» (Nachbau von 1947), Bahnpark Brugg, 31. Mai 2015 - SLM Werklok 1 (SLM 2090/1910), Bahnpark Brugg, 11. September 2016 - SNCF 141.R.1244 Mikado, Bahnhof Bad Zurzach, 7. Mai 2022 |

## Ehemalige Fahrzeuge (Lokomotiven)
Die SCB Ec 2/5 hat 2011 den Bahnpark wieder in Richtung Verkehrshaus der Schweiz in Luzern verlassen. Das «Seetal-Krokodil» SBB De 6/6 15301 vom «Verein Seetalkrokodil» verliess im August 2016 seinen mehrjährigen Standort im Bahnpark in Richtung ehemaliger Heimat. Die 18504 SBB Bm 6/6 wurde 2020 nach Winterthur versendet. Die Lokomotive wurde danach abgebrochen bis auf die Drehgestelle mit den Fahrmotoren. Der Besitzer wollte aus seinen weiteren Bm 6/6 wieder betriebsfähige Maschinen aufbauen.
| Ehemalige Fahrzeuge (Lokomotiven) - SCB Ec 2/5 28 «Genf», Bahnhof Koblenz, 23. August 2009 - SBB De 6/6 15301, Bahnhof Hochdorf, 3. September 2016 - SBB Bm 6/6 18504, Bahnpark Brugg, 11. September 2016 |